# Freddy Ortiz
Freddy Ortiz (* 16. März 1938 in Puerto Rico; † 29. März 2018 in New York) war ein US-amerikanischer Bodybuilder.

## Leben
Nachdem Freddy Ortiz mit seinen Eltern 1959 nach New York umgezogen war, begann er, inspiriert durch das Titelbild einer Zeitschrift, das Reg Park zeigte, mit Bodybuilding. Schon nach zwei Jahren Training belegte er 1960 den 2. Platz in einem lokalen Wettbewerb (Mr. New York City der AAU). 1962 gewann er die kleine Klasse des Mr. Universe der IFBB und 1963 sowie im darauf folgenden Jahr den Mr. America der IFFB ebenfalls in der kleinen Klasse. Den Gesamtsieg in diesen Wettbewerben konnte er allerdings nicht erringen. Sein letzter Wettkampf war 1969 der Pro Mr. America der WBBG, wo er Dritter wurde. Während seiner Karriere hatte er berühmtere Bodybuilder wie Frank Zane oder Franco Columbu besiegt.
Ortiz war ein bedeutender Bodybuilder der „Golden Age of Bodybuilding“, einer Epoche, die durch die Synthese von Ästhetik, Kraft und Muskelentwicklung geprägt war. Charakteristisch für diese Zeit waren Splittraining, Volumentraining mit mittleren Gewichten und hoher Wiederholungszahl sowie eine hohe Trainingsfrequenz. Ortiz, der keine außergewöhnlichen genetischen Voraussetzungen besaß, erreichte seine Erfolge durch konsequenten Trainingseinsatz. Bei einer Körpergröße von 165 cm und einem Gewicht von 86 kg beeindruckte er mit einem Brustumfang von 127 cm, einer Taille von 70 cm und einem Armumfang von 49,5 cm, wobei seine Beinmuskulatur aufgrund gesundheitlicher Einschränkungen weniger ausgeprägt war. 
Der Bodybuilder setzte auf ein kontinuierliches Training, das er bis ins hohe Alter beibehielt, und kombinierte es mit regelmäßigem Ausdauertraining auf dem Standfahrrad. Seine Ernährung war einfach gehalten und bestand hauptsächlich aus Reis, Bohnen, Fleisch und Salat, ergänzt durch Protein- und Vitamintabletten.
Über Ortiz gibt es Gerüchte, wonach er während des Trainings Zigarren geraucht und während Wettkampfpausen Alkohol konsumiert habe. Während er Letzteres bestätigte, gilt Ersteres als unwahrscheinlich.